# Zu Tode gehetzt (1912)
Zu Tode gehetzt, Untertitel Dramatische Großstadtskizze, ist ein deutscher Stummfilm in drei Akten von Urban Gad aus dem Jahr 1912. Er zählt zu den verschollenen Filmen des Regisseurs.

## Handlung
Architekt Ernstein ist unglücklich verheiratet. Zwar hat seine Frau Geld, doch liebt sie ihn nicht und interessiert sich auch nicht für seine Arbeit. Selbst, als er für eine seiner Arbeiten mit einem Ehrendiplom ausgezeichnet wird, zeigt sie sich desinteressiert. Ernsteins Kontoristin Paula Müller hingegen ist von der Arbeit ihres Chefs begeistert und nutzt jede Gelegenheit, unbeobachtet seine Bauzeichnungen zu studieren. Ernstein findet Gefallen an Paula und beide verbringen einen Sonntag zusammen, machen einen Ausflug und essen gemeinsam in einem Hotel. Frau Ernstein erfährt am nächsten Tag von Freundinnen, dass ihr Mann mit Paula am Vortag in einem Hotel verschwunden ist. Eifersüchtig erwirkt sie die Entlassung Paulas, vernichtet das von Ernstein ausgestellte exzellente Arbeitszeugnis für Paula und setzt auch bei Paulas Vermieterin die Kündigung der Wohnung durch, sei Paula doch keine anständige Frau.
Paula muss ausziehen und findet bald ein möbliertes Zimmer zur Miete. Ihre neue Adresse wird von ihrer alten Vermieterin jedoch erneut an Ernsteins Frau weitergegeben, die Paula nun weiterhin mit ihrem Hass verfolgen kann. Sie verhindert Paulas Anstellung als Schreibkraft, indem sie vor dem neuen Arbeitgeber Paula verleumdet, und kann auch erwirken, dass die neue Vermieterin Paula kündigt, noch bevor diese ihre neue Wohnung bezogen hat.
Paula ist von Ernstein schwanger. Sie sucht ein letztes Mal den Architekten auf, berichtet ihm von ihrer Schwangerschaft, will jedoch sein Geld nicht annehmen. Sie verabschiedet sich von ihm und stürzt sich anschließend vom Dach eines Kaufhauses in den Tod.

## Produktion
Zu Tode gehetzt entstand innerhalb einer Woche im Spätsommer 1911 im Bioscop-Atelier in Berlin-Neubabelsberg. Es war nach Der schwarze Traum, In dem großen Augenblick, Zigeunerblut, Der fremde Vogel, Die Verräterin, Die Macht des Goldes und Die arme Jenny der achte und letzte Film der Asta Nielsen/Urban Gad-Serie 1911/12. Er beruht auf einer dramatischen Großstadtskizze von A. Grezinger.
Von der Zensur wurde Zu Tode gehetzt am 2. März 1912 mit einem Jugendverbot belegt. Er erlebte am 13. April 1912 in Berlin seine Premiere. Es ist keine erhaltene Kopie des 985 Meter langen Films bekannt.